# سايرا افتخار
سايرا افتخار (Saira Iftikhar) (بالأردوية: سائرہ افتخار)) سياسية باكستانية كانت عضوًا في مجلس مقاطعة البنجاب ، في الفترة من مايو 2013 إلى مايو 2018.  